# Miliduch
Miluduch († 806; latinsky Miliduoch, polsky Miłyduch) byl lužickosrbský vládce.
Ovládané území a rozsah moci není jistý. Dle Letopisů království Franků (latinsky Annales regni Francorum) se jednalo o knížete (ve slovanském prostředí resp. kňaze) (dux), Moissacká kronika (Chronicon Moissacense) Miliducha uvádí jako krále (rex).
Samotné jméno se napříč zdroji liší: Annales regni Francorum ho nazývají Miliduoch, Chronicon Moissiacense se objevuje jméno Melito. V různých vědeckých zdrojích se tak varianty jeho jména liší. V lužické srbštině je obvykle uváděn pod jménem Miluduch.
Po ukončení vazalství s Karlem Velikým napadli lužičtí Srbové Austrasii. Karel Mladší, syn Karla Velikého, se vydal na tažení proti západním Slovanům. V roce 805 Frankové porazili a zabili českého knížete Lecha. O rok později, v roce 806, Frankové svedli u dnešního města Weißenfels vítěznou bitvu s místními Slovany, ve které zabili Miliducha a Nesytu. Oblast byla následně zpustošena a okolní slovanské kmeny se staly vazaly Franků.
| „                                  | Et inde post non multos dies Aquasgrani veniens Karlum filium suum in terram Sclavorum, qui dicuntur Sorabi, qui sedent super Albim fluvium, cum exercitu misit; in qua expeditione Miliduoch Sclavorum dux interfectus est, duoque castella ab exercitu aedificata, unum super ripam fluminis Salae, alterum iuxta fluvium Albim. | “ |
| — Annales regni Francorum, rok 806 | |   |